# Бабинов, Сергей Пантилимонович
Сергей Пантилимонович Бабинов (11 июля 1955, Челябинск, РСФСР) — советский хоккеист, защитник. Заслуженный мастер спорта СССР (1979).

## Биография
Тренер ― П. В. Дубровин. На клубном уровне выступал за «Трактор» (Челябинск): 1972/73 — 1974/75, «Крылья Советов» (Москва): 1975/76 — 1976/77, ЦСКА (Москва): 1977/78 — 1985/86, с которым 9 раз становился чемпионом СССР и 9 раз выигрывал Кубок европейских чемпионов. В сборной СССР играл с 1975 по 1984 год.
Выпускник Института физической культуры.
Игрок в ХК «Легенды хоккея СССР», член Правления и куратор конференции «Центр» Ночной хоккейной лиги.
Награждён орденами Дружбы народов (май 1982) и «Знак Почёта» (1979).
В 2006—2012 гг. — директор СДЮШОР ЦСКА.
13 марта 2014 года назначен генеральным директором ГБУ ФСО «Хоккей Москвы» Москомспорта.

## Достижения
- Олимпийский чемпион 1976.
- Четырёхкратный чемпион мира — 1979, 1981, 1982, 1983.
- Четырёхкратный чемпион Европы — 1979, 1981, 1982, 1983.
- Серебряный призёр чемпионата мира 1976.
- Бронзовый призер чемпионата Европы 1976.
- Бронзовый призёр чемпионата мира и Европы 1977.

- Обладатель Кубка Канады 1981.
- Чемпион СССР — 1978, 1979, 1980, 1981, 1982, 1983, 1984, 1985, 1986.
- Обладатель Кубка СССР — 1977, 1979.
- Обладатель Кубка Европы — 1975, 1976, 1978, 1979, 1980, 1981, 1982, 1983, 1984, 1985.